# Гергетська церква

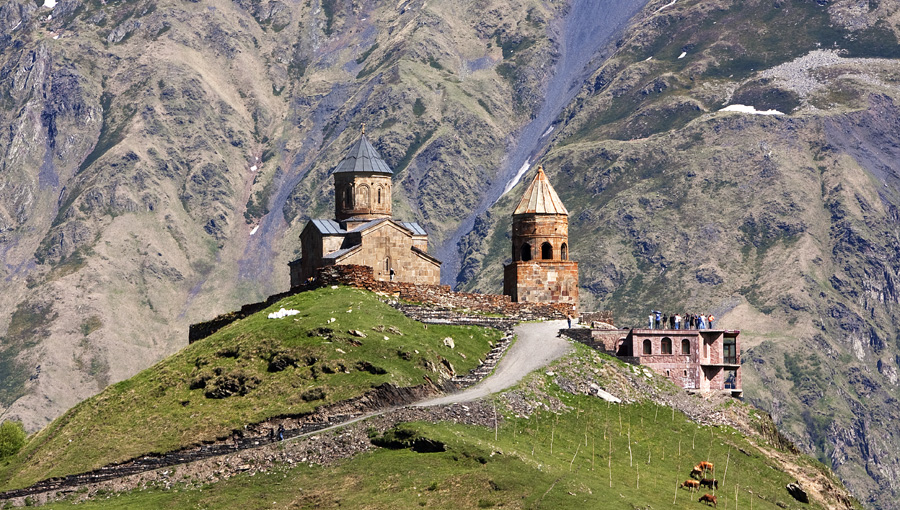

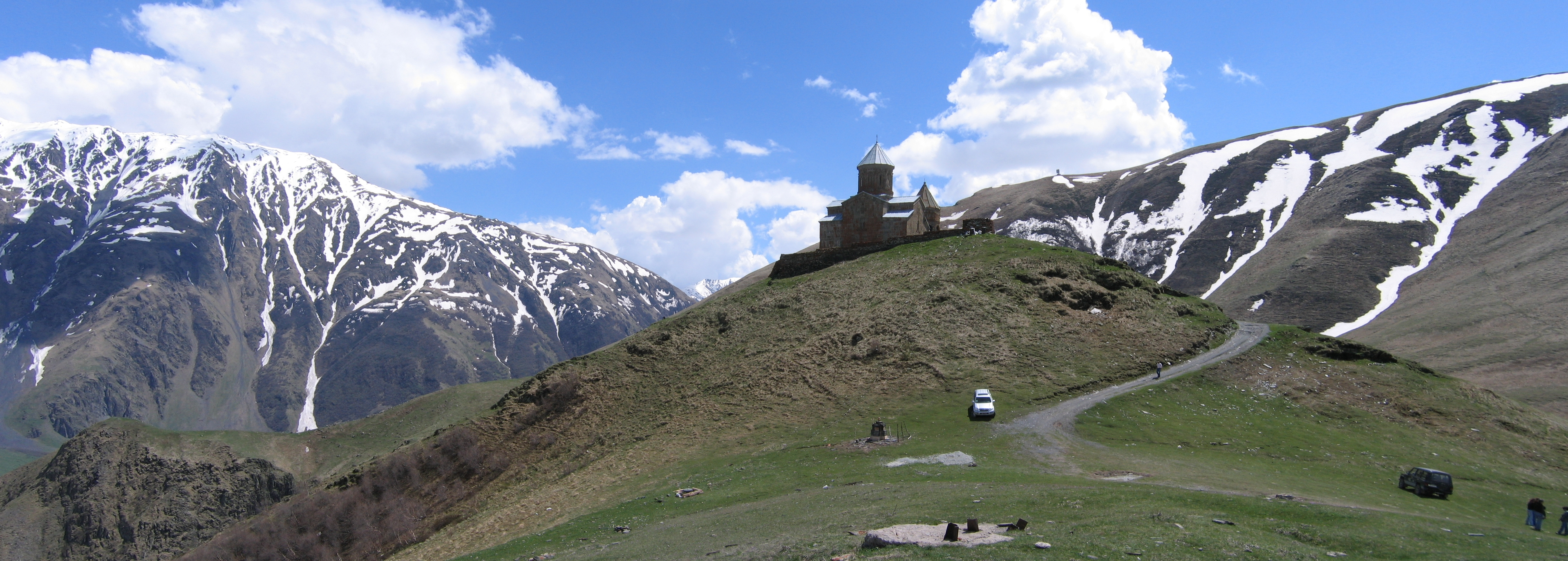
Ґерґетська церква

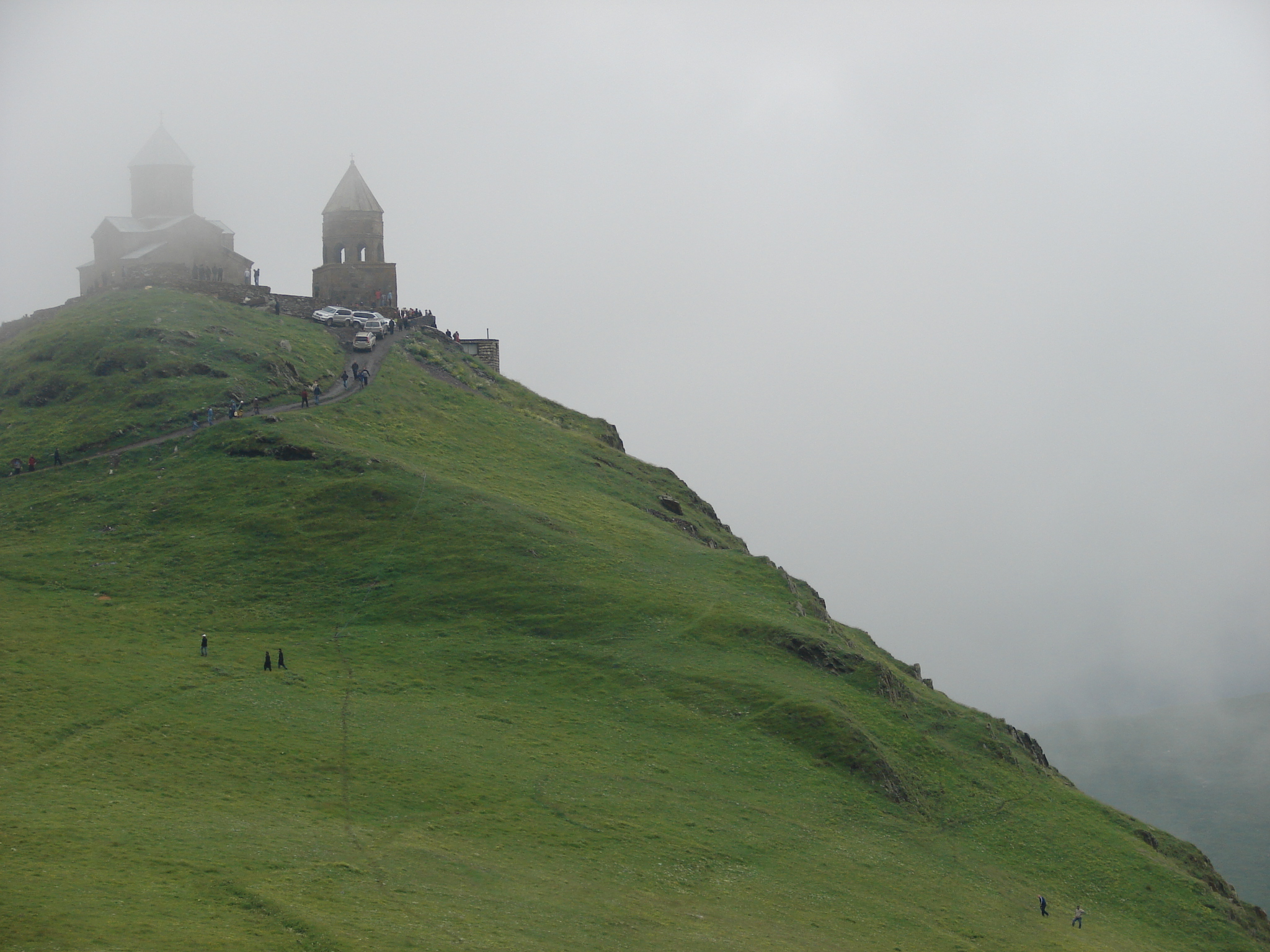
Троїцька церква в Ґерґеті

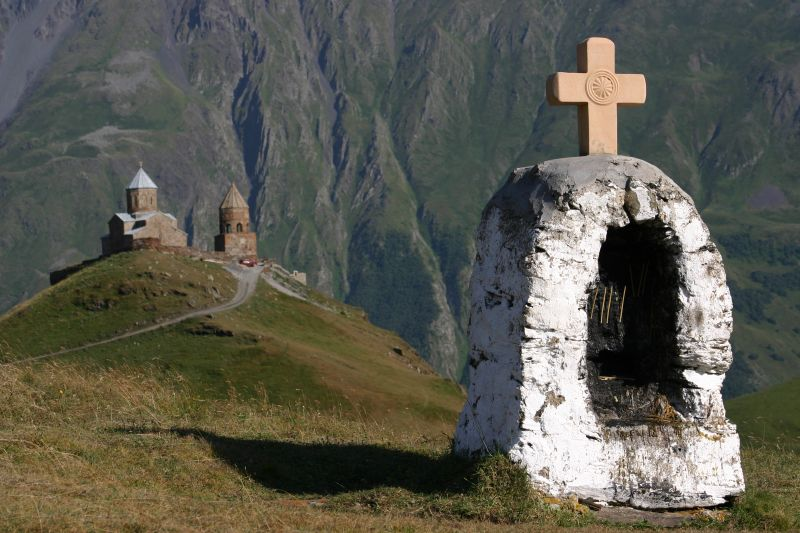
Троїцька церква в Ґерґеті

Троїцька церква в Ґерґе́ті (груз. გერგეტის წმინდა სამება, Ґерґетіс Цмінда Самеба) розташована на висоті 2170 м біля підніжжя Казбека біля Військово-Грузинської дороги в грузинському селі Ґерґеті на правому березі р. Чхері (притока Терека), прямо над селищем Степанцміндою.
Побудована в XIV столітті святиня є єдиним хрестово-купольним храмом в області Хеві. Біля храму збереглася середньовічна дзвіниця.
Під час Крцаніської навали персів на Тбілісі (1795 р.) в Ґерґеті переховували хрест святої Ніни. За радянських часів церква була закрита, нині повернуто Грузинській православній церкві. Популярна серед туристів.

## Галерея

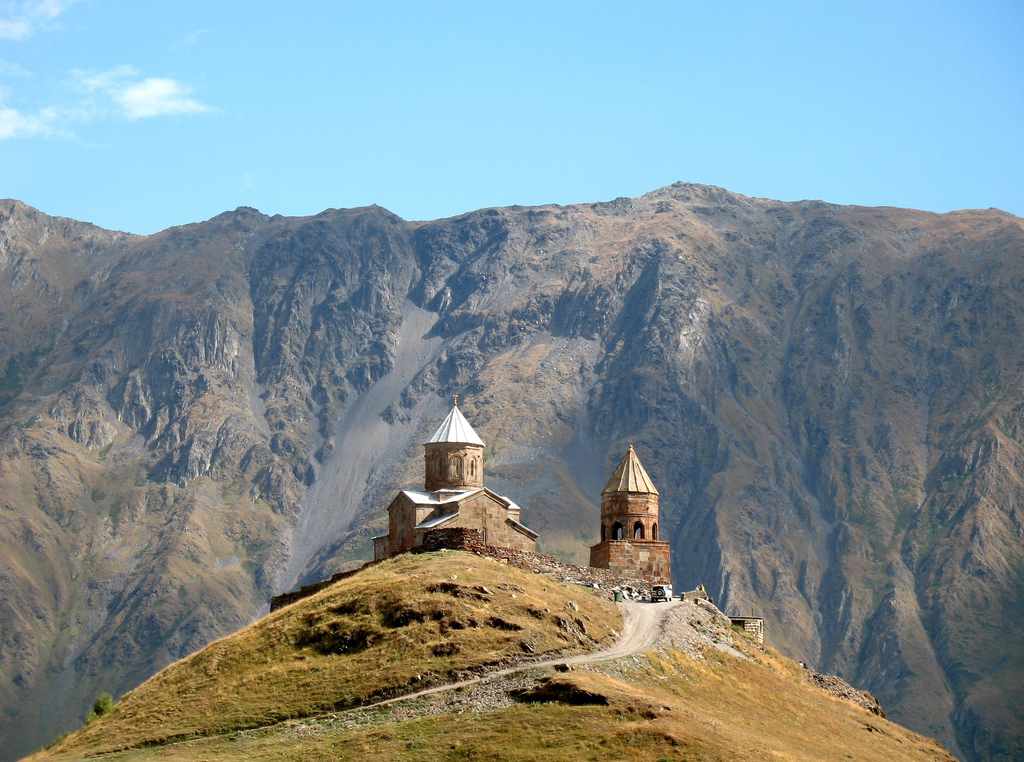
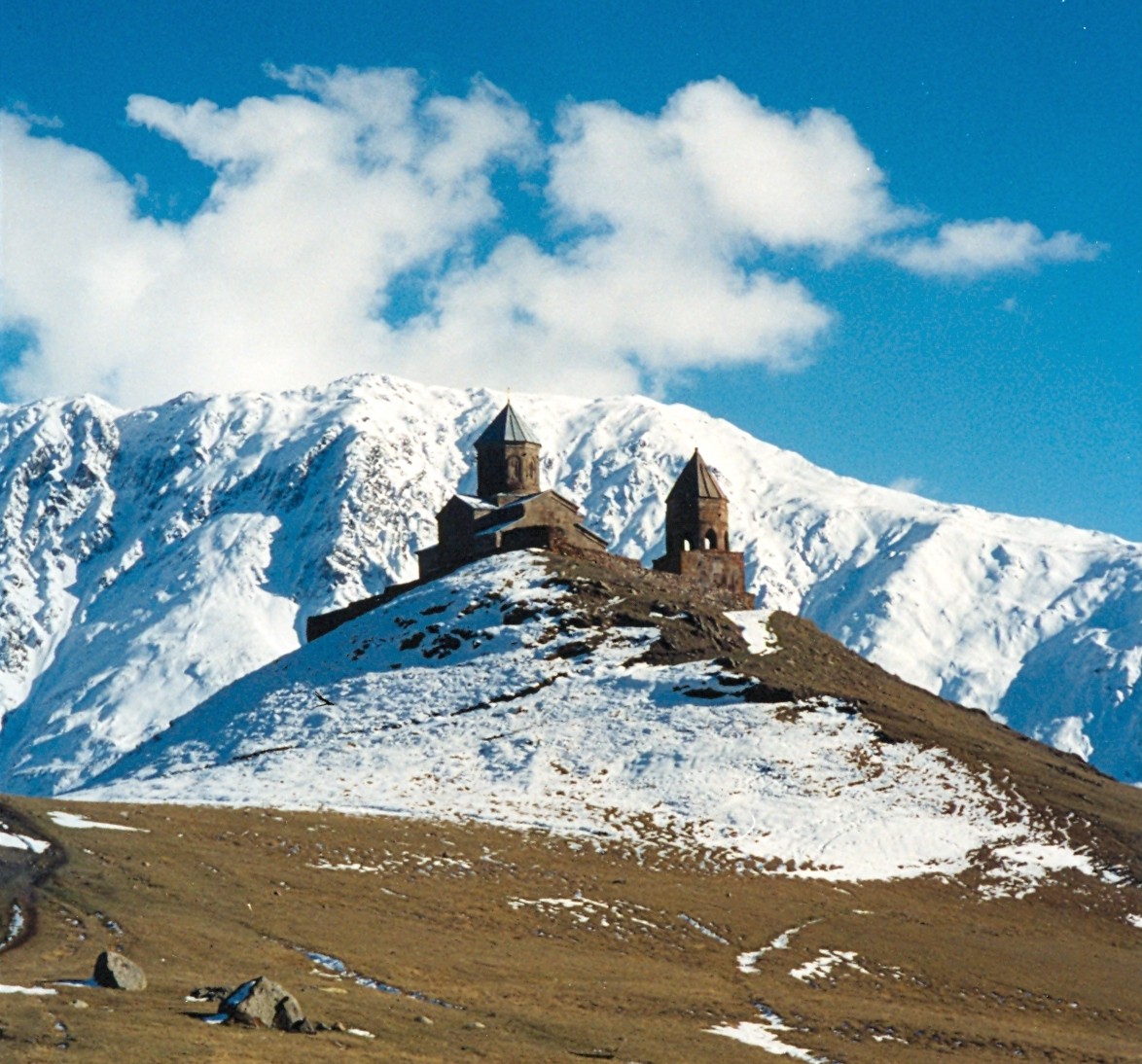
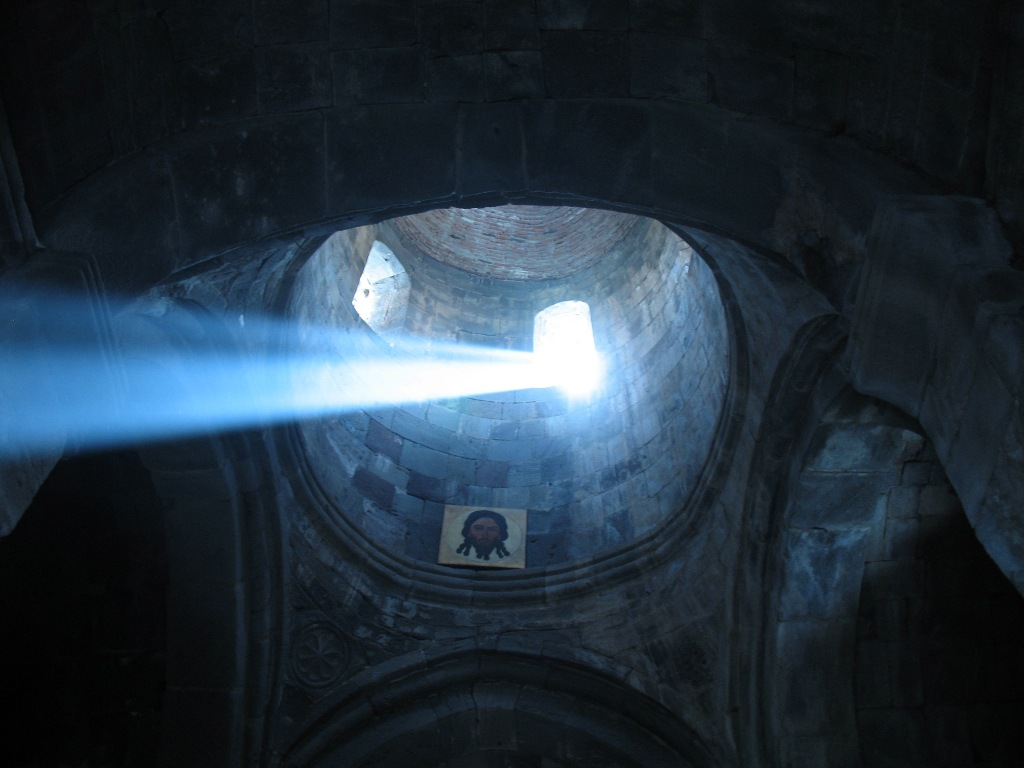
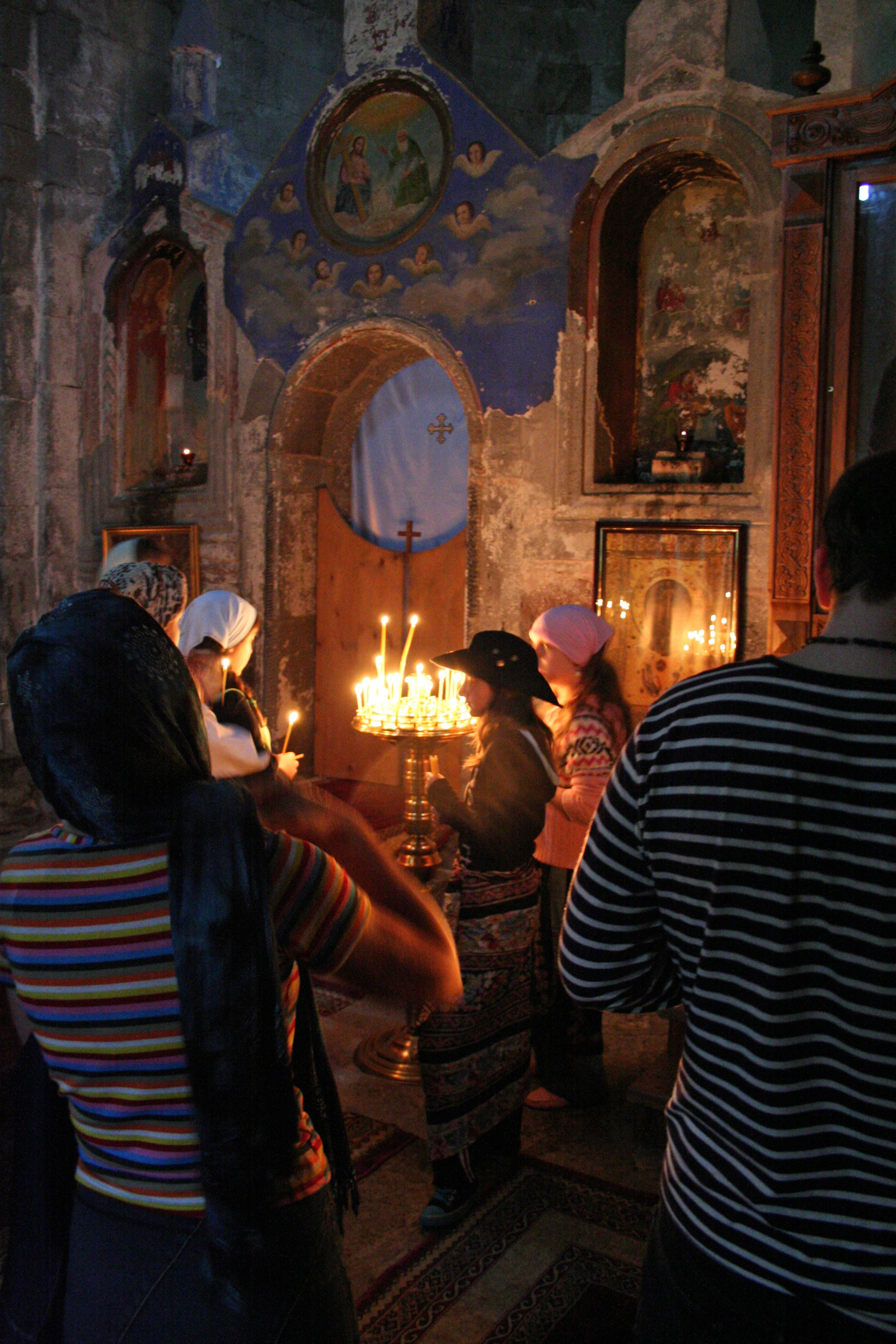
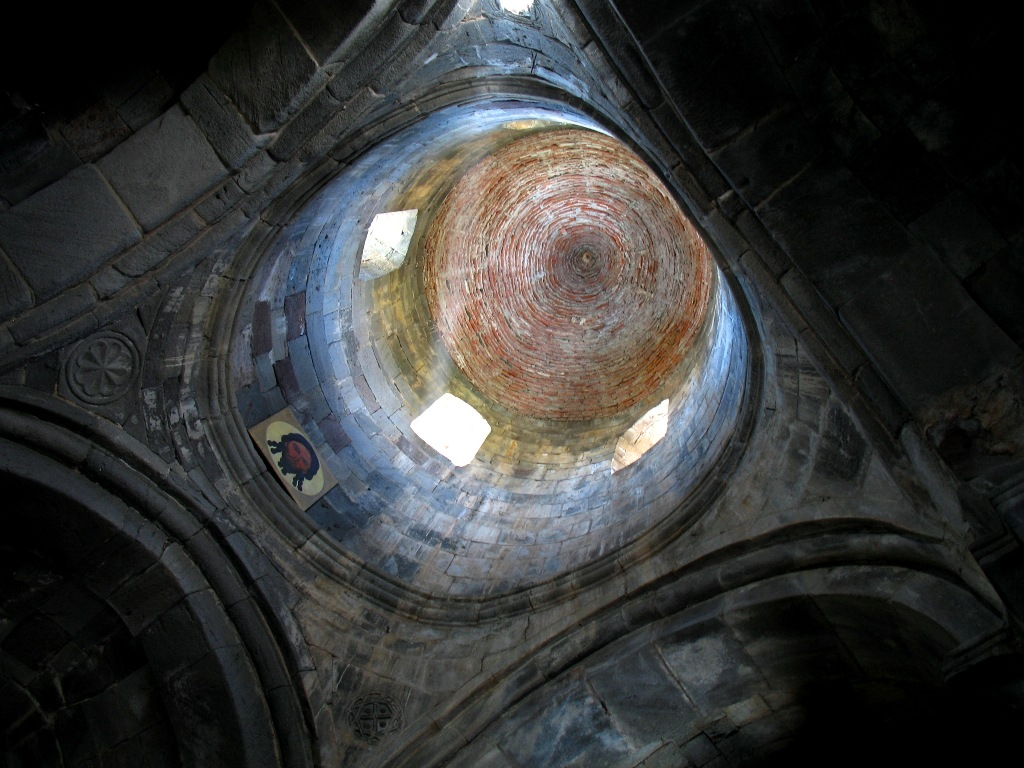
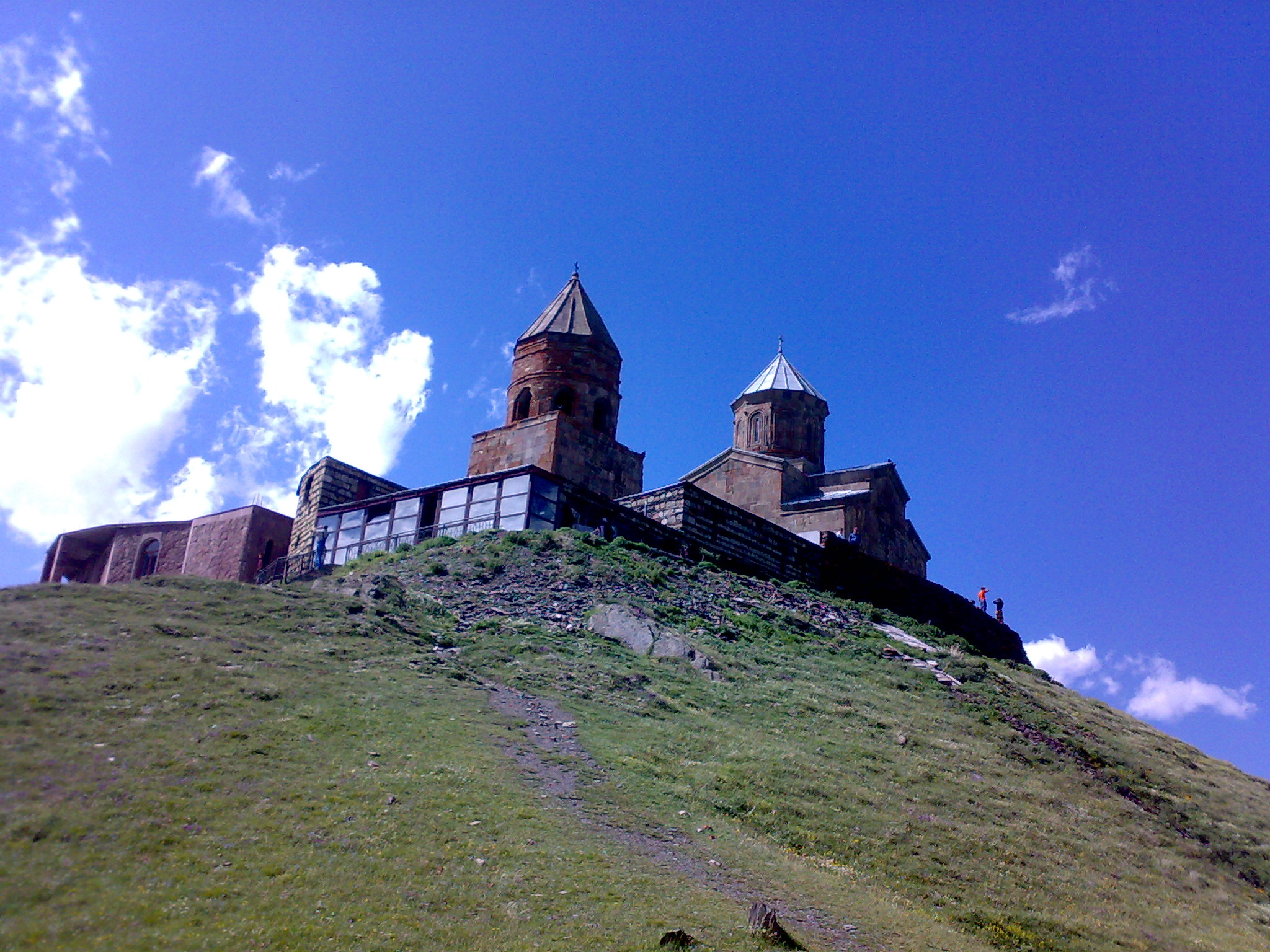
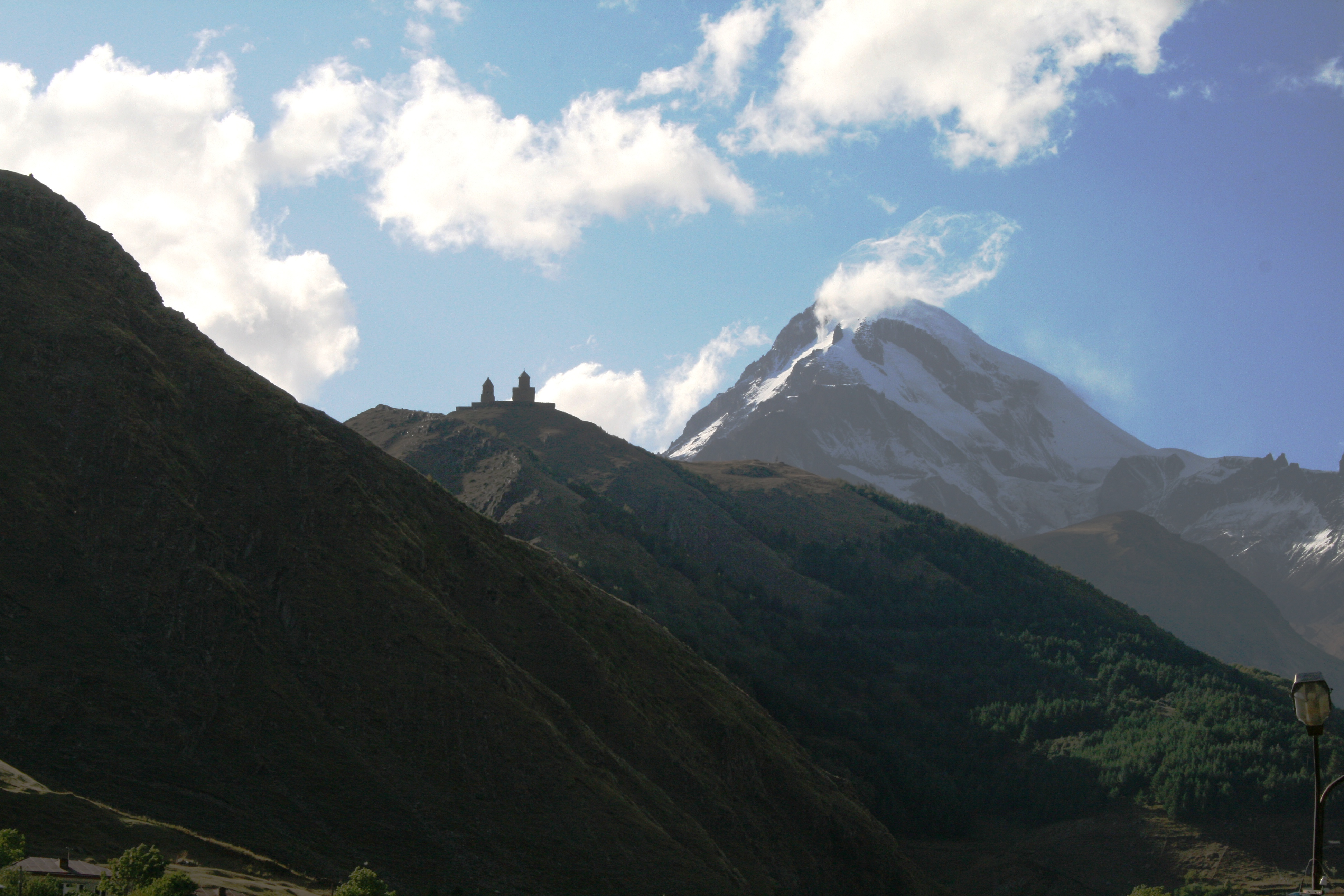
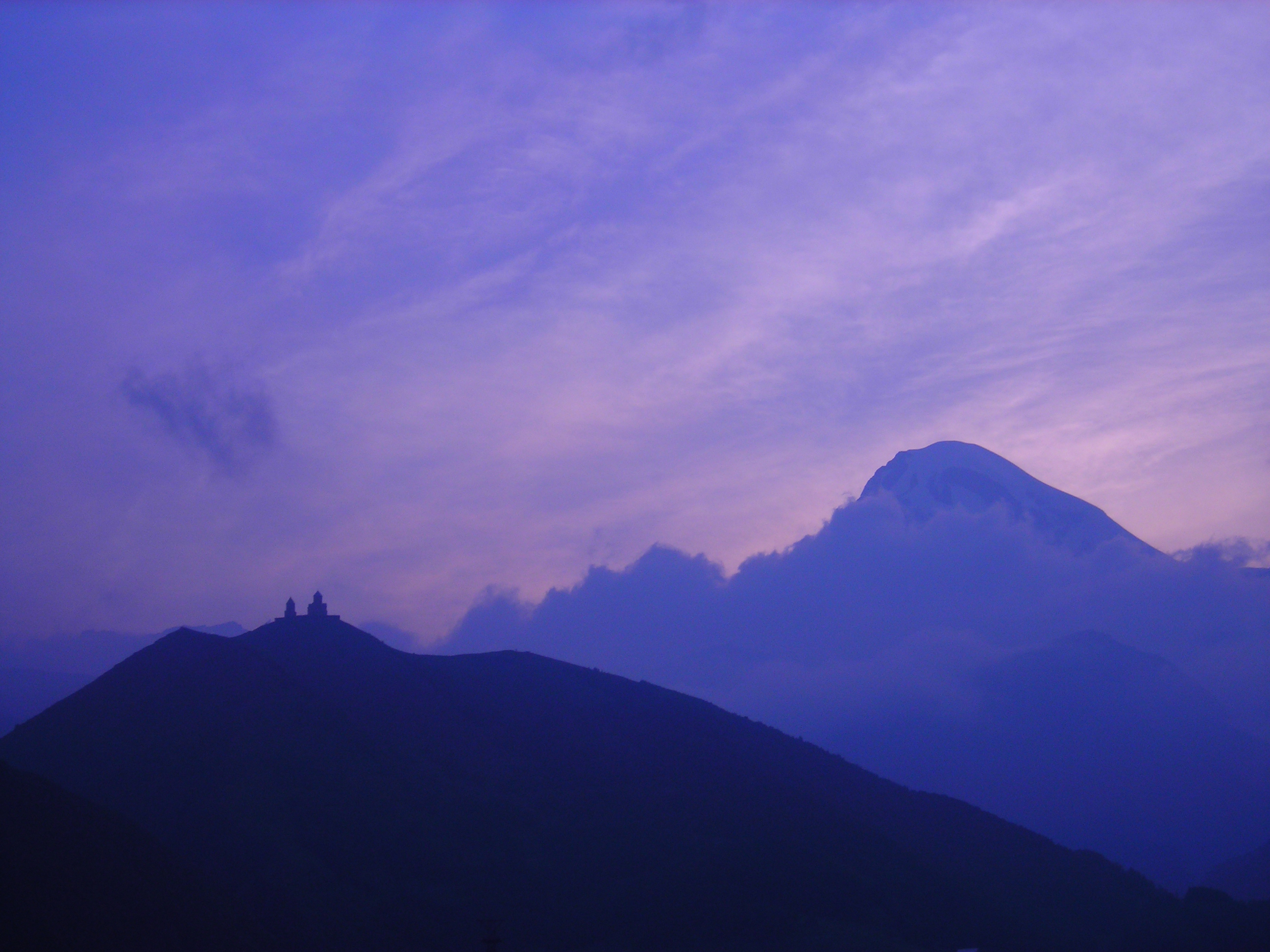